# Армагеддон
Армагеддо́н (др.-греч.  Ἁρμαγεδών) — упоминаемое в «Апокалипсисе» место последней битвы сил добра с силами зла в конце времён.
В поздней христианской эсхатологической литературе, особенно у мистических групп протестантов, и в современном неомистицизме, Армагеддо́н — обозначение не только места, но и самой битвы; особое внимание Армагеддону уделяется в учениях Свидетелей Иеговы и в синкретическом оккультном учении «Живая этика».
Став крылатым, слово получило несколько более общих значений вне контекста христианства: конец света; глобальная война, либо катастрофа, последствия которых равнозначны концу света; последняя, решающая схватка между силами Добра и Зла.

## Историческая подоплёка
«Армагеддон» считается греческим производным от древнееврейского названия др.-евр. הַר מְגִדּוֹ‬ хар Мегиддо «гора Мегиддо», по названию древнего города Мегиддо (Мегиддон) у подножия хребта Кармель на севере Израиля. Идентификация точного места затруднена тем, что Мегиддо не стоял на сколь бы то ни было значительном холме, и хотя город и одноимённая долина не раз упоминаются в Еврейской Библии, упоминания «горы Мегиддо» отсутствуют. Возможно, «Армагеддон» следует рассматривать как указание на гору Кармель.
Благодаря своему стратегическому положению город Мегиддо, контролирующий проход по Морскому пути, и прилежащая долина Изреель (иногда называемая «равнина Мегиддо»), на протяжении более чем 3 тысяч лет стали свидетелями многих исторических сражений. Эта местность известна по Библии как место многих кровавых битв и умерщвления царя Иосии. Здесь на «водах Мегиддо» израильтяне под предводительством Деворы и Варака разгромили войско ханаанского военачальника Сисары (Суд. 4:14—16, Суд. 5:19—21).
Историк Эрик Клайн отмечает, что многие из происходивших здесь битв были первыми или последними в своём роде. Именно здесь произошла первая документально зафиксированная битва, известная человечеству — в первой битве при Мегиддо египетский фараон Тутмос III разбил ханаанских царей в XV веке до нашей эры. Здесь состоялась первая зафиксированная в литературе ночная вылазка, когда всего 300 человек во главе с Гедеоном одержали победу над огромным войском мадианитян (Суд. 7:19—22). Монгольские войска, захватившие большую часть Азии в XIII веке, своё первое поражение потерпели именно в этой долине. На расположенной рядом горе Гелвуй нашёл свой конец царь Саул и его сын Ионафан, когда филистимляне разгромили израильское войско (1Цар. 31:1—7). На равнине Мегиддо был убит праведный царь Иосия после поражения в битве с войсками фараона Нехо II (4Цар. 23:29). Клайн пишет: «В течение столетий Мегиддо и долина Изреель служили центром военных действий, которые определяли ход истории», и
предполагает, что с этим может быть связано указание Иоанном Богословом Мегиддо как места финальной битвы добра и зла.
Археолог Мэтью Адамс, проводивший раскопки лагеря VI Железного легиона под Мегиддо, обращает внимание, что вся образность «Книги откровения» навеяна недавними и готовящимися восстаниями евреев и других религиозных групп региона против римского владычества. Чтобы освободить Израиль от римских «язычников», евреям и христианам нужно было в первую очередь одолеть легион, расквартированный у Мегиддо. Поэтому эта местность и воспринималась как территория последней из битв.

## Армагеддон согласно Библии
В Книге Откровение говорится, что цари всей земли будут собраны на войну, которая произойдёт в великий день Всемогущего Бога.

это — бесовские духи, творящие знамения; они выходят к царям земли всей Вселенной, чтобы собрать их на брань в оный великий день Бога Вседержителя. Се, иду как тать: блажен бодрствующий и хранящий одежду свою, чтобы не ходить ему нагим и чтобы не увидели срамоты его. И он собрал их на место, называемое по-еврейски Армагеддон.
— Откр. 16:14—16
Ниже в Откровении объясняется, что цари земли с их войсками будут собраны, чтобы воевать с Сидящим на коне и его войском.

И увидел я зверя и царей земных и воинства их, собранные, чтобы сразиться с Сидящим на коне и с воинством Его.
— Откр. 19:19
Этот всадник — Иисус Христос.

И увидел я отверстое небо, и вот конь белый, и сидящий на нём называется Верный и Истинный, Который праведно судит и воинствует. Очи у Него как пламень огненный, и на голове Его много диадем. [Он] имел имя написанное, которого никто не знал, кроме Его Самого. … На одежде и на бедре Его написано имя: «Царь царей и Господь господствующих».
— Откр. 19:11—12,16

соблюсти заповедь чисто и неукоризненно, даже до явления Господа нашего Иисуса Христа, которое в своё время откроет блаженный и единый сильный Царь царствующих и Господь господствующих,
— 1 Тимофею. 6:14—15
Армагеддон — это война между Богом и дьяволом. В Армагеддоне погибнут те, кто губит землю, и будет пленён дьявол на тысячу лет.

И рассвирепели язычники; и пришёл гнев Твой и время судить мёртвых и дать возмездие рабам Твоим, пророкам и святым и боящимся имени Твоего, малым и великим, и погубить губивших землю.
— Откр. 11:18
Возможно, Мегиддо и «горы Израилевы» (Иез. 38, 39), где произойдёт окончательное уничтожение полчищ Гога и Магога (по толкованию некоторых христианских богословов, антихриста), — одно и то же место.

## Силы сторон
В XVI в. голландский врач Иоганн Вейер опубликовал трактат «О кознях нечистой силы, о заклятиях и ядах» (De praestigiis daemonum et incantationibus ac venificiis). В ней Вейер приводит следующие цифры: армия сатаны состоит
из 7 405 926 чертей и бесов, объединённых в 1111 дивизий по 6666 демонов в каждой.

## В искусстве

### В массовой культуре
- «Армагеддон-попс» — пятнадцатый студийный альбом группы Гражданская Оборона
- «Армагеддон» — фантастический фильм-катастрофа режиссёра Майкла Бэя, вышел в 1998 году. Согласно сюжету, герои уничтожают астероид, столкновение с которым может погубить всё живое на Земле. Благодаря фильму словом «Армагеддон» часто стали обозначать возможный сценарий гибели человечества из-за столкновения с Землёй небесного тела.
- Роберт Шекли сатирически переосмыслил событие в своём фантастическом рассказе «Битва» (The Battle, 1955), где Последнюю битву против войск Сатаны выигрывают роботы.
- В фильме «Вечная битва» Армагеддон начался за несколько минут до пришествия Христа, но быстро закончился после того, как Хранитель был уничтожен.
- В компьютерной игре Worms Armageddon и следующих двухмерных играх серии одним из самых мощных видов оружия в арсенале червей является Армагеддон, который вызывает падение метеоритов по всей карте. В большинстве случаев после его использования никто не выживает.
- В серии компьютерных игр Heroes of Might and Magic существует заклинание Армагеддон, вызывающее огненный дождь или огромный метеорит, наносящий урон всем войскам на поле боя. Также встречается и клинок Армагеддона, позволяющий использовать заклинание Армагеддона без вреда для своих войск.
- В сеттинге Warhammer 40,000 Армагеддон — один из крупнейших миров-кузниц Империума, у орков в этом сеттинге Армагеддон воспринимается как «Священный Грааль», символ Бесконечной войны.
- В игре The Elder Scrolls V: Skyrim Алдуин — главный антагонист игры, при появлении использует ту’ум «Армагеддон».
- «Армагеддон» — название студийного альбома рок-группы «Ария».